# Taleporia crepusculella
Taleporia crepusculella är en fjärilsart som beskrevs av Müller-rutz 1920. Taleporia crepusculella ingår i släktet Taleporia och familjen säckspinnare. Inga underarter finns listade i Catalogue of Life.